# IC 2043
IC 2043 је спирална галаксија у сазвјежђу Златна риба која се налази на листи објеката дубоког неба у Индекс каталогу.
Деклинација објекта је - 53° 41' 11" а ректасцензија 4h 11m 9,8s. Привидна величина (магнитуда) објекта IC 2043 износи 14,6 а фотографска магнитуда 15,4. IC 2043 је још познат и под ознакама ESO 157-4, IRAS 04098-5348, PGC 14623.